# SE Tupan
SE Tupan was een Braziliaanse voetbalclub uit São Luís in de staat Maranhão. 

## Geschiedenis
De club werd opgericht in 1958 en is niet dezelfde club als Tupan SC, dat drie keer staatskampioen werd. De club speelde van eind jaren zeventig tot 1994 in het Campeonato Maranhense. 